# Flora of West Pakistan
Flora of West Pakistan (abreviado Fl. W. Pakistan) fue una revista con ilustraciones y descripciones botánicas que fue editada en Pakistán en los años 1970-1979, publicándose los números 1 al 131. Fue reemplazada por Flora of Pakistan.